# Stichopogon krueperi
Stichopogon krueperi är en tvåvingeart som beskrevs av Mario Bezzi 1910. Stichopogon krueperi ingår i släktet Stichopogon och familjen rovflugor.
Artens utbredningsområde är Grekland. Inga underarter finns listade i Catalogue of Life.